# Эрцог, Морис
Мори́с Эрцо́г (фр. Maurice Herzog; 15 января 1919 — 13 декабря 2012) — французский альпинист и политик (французское произношение: Эрзо́г, в русской традиции установилось произношение Эрцо́г).

## Детство и молодость
Родился в Лионе в семье инженера и альпиниста Робера Эрцога (фр. Robert Herzog), старший из восьми детей. Семья жила в шале у подножия Монблана, близ ледника Боссон (фр. Bossons). В 1942 году Морис поступил в престижную парижскую бизнес-школу Hautes Études Commerciales и успешно окончил её в 1944 году. После окончания учёбы сражался в рядах французских партизан в Альпах. Сначала он присоединился к отряду Armée Secrète, но его командиры отнеслись к новичку прохладно, и Эрцог, хотя он сам и не симпатизировал левым идеям, перешёл в коммунистический отряд Francs-Tireurs et Partisans. В отряде не хватало бойцов, а потому Эрцога встретили с радостью и вскоре назначили капитаном 27-го батальона горных стрелков. После войны Эрцог был награждён Военным крестом. В 1945 году он поступил на работу в компанию Клебер-Коломб (фр. Kléber-Colombes), занимавшуюся изготовлением автомобильных шин, и вернулся к занятиям скалолазанием. Впоследствии он стал совладельцем фирмы и руководил ею до 1958 года.

## Занятия альпинизмом
В отличие от других участников исторического восхождения на Аннапурну, Эрцог был в альпинизме не профессионалом, а любителем. Его наивысшим достижением было совершённое в 1944 году восхождение на Монблан по новому маршруту — по ребру Пётри (фр. Peuterey) через северный склон седловины Пётри в одной команде с профессиональными гидами Лионелем Терраем и Гастоном Ребюффа. В тот раз у самой вершины альпинистов накрыла сильная гроза, и вместо того, чтобы устраивать смертельно опасную ночёвку на склоне, они стремительным рывком дошли до вершины.

## Восхождение на Аннапурну
3 июня 1950 г. Морис Эрцог в паре с Луи Лашеналем стали первыми в истории людьми, покорившими восьмитысячник, совершив восхождение на одну из гималайских вершин Аннапурну I, десятую высочайшую вершину мира. Это восхождение примечательно тем, что исследование, разведка и само восхождение были совершены за один сезон. Кроме того, восхождение было совершено без использования кислорода. Это событие стало сенсацией, которую затмило только покорение Джомолунгмы в 1953 году Эдмундом Хиллари и Тенцингом Норгеем.
Двухнедельное возвращение с покорённой вершины оказалось тяжёлым испытанием. Для финального рывка к вершине альпинисты выбрали более лёгкие ботинки. Это обстоятельство в совокупности с потерей Эрцогом его рукавиц у вершины, а также ночью, проведённой в ледниковой трещине при спуске с одним спальным мешком на четверых (Луи Лашеналь, Гастон Ребюффа, Лионель Террай и Морис Эрцог), привели к тяжелейшим обморожениям. Оба альпиниста, побывавшие на вершине (Лашеналь и Эрцог), потеряли все пальцы на ногах, а Эрцог ещё и почти все пальцы на руках. Быстро развивающаяся гангрена вынудила экспедиционного врача Жака Удо проводить срочные ампутации в полевых условиях без анестезии.
Отчёт экспедиции был выпущен Эрцогом под названием «Аннапурна», 11 миллионов экземпляров книги были раскуплены. Книга заканчивается фразой: «Есть и другие Аннапурны в жизни людей…» Этим отчётом Эрцог заслужил репутацию одного из величайших альпинистов, а также воодушевил поколения восходителей.

## Другие достижения
С 1958 по 1966 годах Эрцог был госсекретарём министерства молодёжи и спорта Франции, с 1968 по 1977 годах — мэром города Шамони. Также с 1970 года в течение 25 лет был членом Международного олимпийского комитета, с 1995 — почётный член комитета. Являлся великим офицером Почётного легиона (2008), а также награждён Военным крестом 1939—1945.
30 декабря 2011 года стал кавалером Большого креста ордена Почётного легиона.

## Личная жизнь
В 1964 году Эрцог женился на графине Мари-Пьер де Коссе-Бриссак (фр. Marie-Pierre de Cossé-Brissac). У них было двое детей, Лоран и Фелисите, но в 1976 году супруги развелись. В том же году Эрцог женился на австрийке Элизабет Гампер (нем. Elisabeth Gamper), которая родила ему ещё двух детей: Себастьена и Матиаса.